# Ligat ha’Al (2016/2017)
Ligat ha’Al 2016/2017 (hebr. ליגת העל albo zwana Izraelską Ekstraklasą) – 
była 18. edycją najwyższej klasy rozgrywkowej piłki nożnej w Izraelu pod tą nazwą. 
Brało w niej udział 14 drużyn, które w okresie od 20 sierpnia 2016 do 20 maja 2017 rozegrały 36 kolejki  meczów. 
Hapoel Beer Szewa zdobył drugi tytuł z rzędu, a czwarty w swojej historii.

## Drużyny
| Uczestnicy poprzedniej edycji                                                                                 | Uczestnicy poprzedniej edycji | Uczestnicy poprzedniej edycji | Uczestnicy poprzedniej edycji |
| --- | ----------------------------- | ----------------------------- | ----------------------------- |
| HBS | Hapoel Beer Szewa             | 1                             |                               |
| MTA | Maccabi Tel Awiw              | 2                             |                               |
| BEI | Beitar Jerozolima             | 3                             |                               |
| MHA | Maccabi Hajfa                 | 4                             |                               |
| BNS | Bene Sachnin                  | 5                             |                               |
| HRA | Hapoel Ra’ananna              | 6                             |                               |
| MPT | Maccabi Petach Tikwa          | 7                             |                               |
| BNY | Bene Jehuda Tel Awiw          | 8                             |                               |
| HTA | Hapoel Tel Awiw               | 9                             |                               |
| HKS | Hapoel Kefar Sawa             | 10                            |                               |
| IKS | Hapoel Ironi Kirjat Szemona   | 11                            |                               |
| HHA | Hapoel Hajfa                  | 12                            |                               |
| Awans z Liga Leumit                                                                                           |                               |                               |                               |
| ASZ | FC Aszdod                     | 1                             |                               |
| HAS | Hapoel Aszkelon               | 2                             |                               |
| Oznaczenia: - kolumna pierwsza – skróty nazw drużyn, - kolumna trzecia – miejsce zajęte w poprzednim sezonie. |                               |                               |                               |

## Faza zasadnicza

### Tabela
| Lp. | Drużyna              | M  | Z  | R  | P  | B+ | B- | +/– | Pkt | Kwalifikacja      |
| --- | -------------------- | -- | -- | -- | -- | -- | -- | --- | --- | ----------------- |
| 1   | Hapoel Beer Szewa    | 26 | 18 | 5  | 3  | 54 | 13 | +41 | 59  | grupa mistrzowska |
| 2   | Maccabi Tel Awiw     | 26 | 17 | 5  | 4  | 45 | 19 | +26 | 56  | grupa mistrzowska |
| 3   | Maccabi Petach Tikwa | 26 | 13 | 9  | 4  | 36 | 23 | +13 | 48  | grupa mistrzowska |
| 4   | Beitar Jerozolima    | 26 | 10 | 10 | 6  | 34 | 27 | +7  | 40  | grupa mistrzowska |
| 5   | Bene Sachnin         | 26 | 10 | 9  | 7  | 26 | 26 | 0   | 39  | grupa mistrzowska |
| 6   | Maccabi Hajfa        | 26 | 10 | 8  | 8  | 30 | 25 | +5  | 38  | grupa mistrzowska |
| 7   | Ironi Kirjat Szemona | 26 | 9  | 8  | 9  | 35 | 33 | +2  | 35  | grupa spadkowa    |
| 8   | Hapoel Hajfa         | 26 | 8  | 4  | 14 | 29 | 36 | −7  | 28  | grupa spadkowa    |
| 9   | FC Aszdod            | 26 | 6  | 10 | 10 | 15 | 26 | −11 | 28  | grupa spadkowa    |
| 10  | Hapoel Ra’ananna     | 26 | 7  | 7  | 12 | 14 | 29 | −15 | 28  | grupa spadkowa    |
| 11  | Bene Jehuda          | 26 | 5  | 10 | 11 | 20 | 32 | −12 | 25  | grupa spadkowa    |
| 12  | Hapoel Kefar Sawa    | 26 | 4  | 9  | 13 | 17 | 34 | −17 | 21  | grupa spadkowa    |
| 13  | Hapoel Aszkelon      | 26 | 3  | 9  | 14 | 15 | 39 | −24 | 18  | grupa spadkowa    |
| 14  | Hapoel Tel Awiw      | 26 | 5  | 11 | 10 | 18 | 26 | −8  | 17  | grupa spadkowa    |

1. ↑  Hapoel Tel Awiw stracił dziewięć punktów z powodów długów[2].

### Wyniki
| Gospodarz \ Gość     | ASH | BEI | BnS | BnY | HAS | HBS | HHA | HKS | HRA | HTA | IKS | MHA | MPT | MTA |
| -------------------- | --- | --- | --- | --- | --- | --- | --- | --- | --- | --- | --- | --- | --- | --- |
| FC Aszdod            |     | 0–0 | 1–1 | 2–2 | 1–0 | 0–1 | 1–3 | 0–0 | 0–1 | 1–0 | 0–0 | 1–1 | 2–2 | 1–2 |
| Beitar Jerozolima    | 1–1 |     | 0–1 | 2–2 | 3–0 | 1–3 | 1–0 | 1–0 | 1–0 | 1–1 | 2–2 | 0–1 | 1–1 | 1–0 |
| Bene Sachnin         | 0–1 | 0–2 |     | 1–1 | 1–0 | 0–0 | 2–1 | 1–0 | 1–1 | 0–0 | 5–2 | 1–0 | 0–1 | 0–3 |
| Bene Jehuda          | 2–0 | 1–1 | 1–1 |     | 0–0 | 0–3 | 1–1 | 1–1 | 0–2 | 0–1 | 0–1 | 1–1 | 1–4 | 1–0 |
| Hapoel Aszkelon      | 0–0 | 1–1 | 0–1 | 1–0 |     | 1–5 | 3–2 | 0–0 | 0–0 | 0–1 | 1–1 | 0–2 | 0–1 | 1–2 |
| Hapoel Beer Szewa    | 5–0 | 2–1 | 3–0 | 2–1 | 2–1 |     | 5–1 | 3–0 | 2–1 | 1–1 | 2–0 | 2–0 | 5–0 | 2–0 |
| Hapoel Hajfa         | 0–1 | 4–0 | 0–1 | 1–0 | 3–1 | 0–0 |     | 1–2 | 1–0 | 0–2 | 1–2 | 0–0 | 2–1 | 2–4 |
| Hapoel Kefar Sawa    | 1–0 | 0–2 | 2–1 | 0–1 | 1–1 | 0–2 | 1–2 |     | 1–2 | 0–0 | 2–2 | 0–2 | 1–3 | 1–1 |
| Hapoel Ra’ananna     | 0–0 | 0–4 | 0–1 | 1–0 | 0–2 | 1–0 | 2–0 | 1–0 |     | 0–0 | 0–3 | 1–1 | 0–1 | 0–3 |
| Hapoel Tel Awiw      | 2–0 | 1–2 | 1–1 | 1–2 | 2–0 | 0–0 | 0–0 | 1–1 | 0–0 |     | 3–3 | 0–2 | 0–1 | 0–1 |
| Ironi Kirjat Szemona | 1–0 | 2–0 | 2–2 | 0–1 | 4–1 | 0–2 | 2–0 | 1–2 | 0–0 | 2–1 |     | 3–0 | 0–1 | 1–2 |
| Maccabi Hajfa        | 0–1 | 0–2 | 1–2 | 1–1 | 5–0 | 2–1 | 0–3 | 2–0 | 2–0 | 1–0 | 0–0 |     | 0–2 | 2–2 |
| Maccabi Petach Tikwa | 0–1 | 2–2 | 1–1 | 2–0 | 1–1 | 1–1 | 3–1 | 0–0 | 2–0 | 2–0 | 2–1 | 2–2 |     | 0–1 |
| Maccabi Tel Awiw     | 1–0 | 2–2 | 2–1 | 2–0 | 0–0 | 1–0 | 1–0 | 3–1 | 4–1 | 5–0 | 3–0 | 0–2 | 0–0 |     |

## Faza finałowa

### Grupa mistrzowska
| Lp. | Drużyna               | M  | Z  | R  | P  | B+ | B- | +/– | Pkt | Kwalifikacja lub spadek                      |     | HBS | MTA | BEI | MPT | BnS | MHA |
| --- | --------------------- | -- | -- | -- | -- | -- | -- | --- | --- | -------------------------------------------- | --- | --- | --- | --- | --- | --- | --- |
| 1   | Hapoel Beer Szewa (M) | 36 | 26 | 7  | 3  | 73 | 18 | +55 | 85  | Liga Mistrzów UEFA • II runda kwalifikacyjna |     |     | 1–0 | 2–0 | 1–1 | 2–0 | 4–0 |
| 2   | Maccabi Tel Awiw      | 36 | 22 | 6  | 8  | 61 | 28 | +33 | 72  | Liga Europy UEFA • I runda kwalifikacyjna    |     | 1–2 |     | 0–2 | 2–0 | 3–0 | 3–0 |
| 3   | Beitar Jerozolima     | 36 | 16 | 12 | 8  | 53 | 36 | +17 | 60  | Liga Europy UEFA • I runda kwalifikacyjna    |     | 1–1 | 1–1 |     | 2–1 | 3–0 | 2–0 |
| 4   | Maccabi Petach Tikwa  | 36 | 15 | 11 | 10 | 42 | 34 | +8  | 56  |                                              |     | 1–2 | 2–1 | 0–1 |     | 1–0 | 0–1 |
| 5   | Bene Sachnin          | 36 | 13 | 9  | 14 | 32 | 46 | −14 | 48  |                                              | 1–3 | 1–3 | 1–5 | 1–0 |     | 1–0 |     |
| 6   | Maccabi Hajfa         | 36 | 12 | 9  | 15 | 34 | 41 | −7  | 45  |                                              | 0–1 | 0–2 | 3–2 | 0–0 | 0–1 |     |     |

### Grupa spadkowa
| Lp. | Drużyna               | M  | Z  | R  | P  | B+ | B- | +/– | Pkt | Kwalifikacja lub spadek                    |     | IKS | HHA | ASH | HRA | BnY | HAS | HKS | HTA |
| --- | --------------------- | -- | -- | -- | -- | -- | -- | --- | --- | ------------------------------------------ | --- | --- | --- | --- | --- | --- | --- | --- | --- |
| 7   | Ironi Kirjat Szemona  | 33 | 10 | 9  | 14 | 44 | 48 | −4  | 39  |                                            |     |     | 0–2 |     | 2–3 |     |     | 1–4 | 2–3 |
| 8   | Hapoel Hajfa          | 33 | 10 | 7  | 16 | 39 | 46 | −7  | 37  |                                            |     |     | 1–1 |     | 1–1 | 1–4 |     | 3–3 |     |
| 9   | FC Aszdod             | 33 | 7  | 15 | 11 | 22 | 32 | −10 | 36  |                                            | 1–1 |     |     | 2–2 |     |     | 0–0 | 2–0 |     |
| 10  | Hapoel Ra’ananna      | 33 | 9  | 9  | 15 | 22 | 40 | −18 | 36  |                                            |     | 0–2 |     |     | 0–2 | 0–2 |     | 1–1 |     |
| 11  | Bene Jehuda (P)       | 33 | 8  | 11 | 14 | 26 | 39 | −13 | 35  | Liga Europy UEFA • II runda kwalifikacyjna |     | 0–2 |     | 2–1 |     |     |     | 1–0 |     |
| 12  | Hapoel Aszkelon       | 33 | 7  | 11 | 15 | 24 | 42 | −18 | 32  |                                            |     | 2–1 |     | 0–0 |     | 1–0 |     |     |     |
| 13  | Hapoel Kefar Sawa (S) | 33 | 7  | 10 | 16 | 23 | 40 | −17 | 31  | Spadek do Liga Leumit                      |     |     | 1–0 |     | 0–2 |     | 1–0 |     |     |
| 14  | Hapoel Tel Awiw (S)   | 33 | 8  | 14 | 11 | 29 | 34 | −5  | 29  | Spadek do Liga Leumit                      |     |     |     |     |     | 2–0 | 0–0 | 2–0 |     |

## Najlepsi strzelcy
| Bramki | Strzelcy              | Drużyna              |
| ------ | --------------------- | -------------------- |
| 19     | Viðar Örn Kjartansson | Maccabi Tel Awiw     |
| 15     | Tal Ben Chajjim       | Maccabi Tel Awiw     |
| 14     | Anthony Nwakaeme      | Hapoel Beer Szewa    |
| 14     | Ben Sahar             | Hapoel Beer Szewa    |
| 14     | Itaj Szechter         | Beitar Jerozolima    |
| 11     | Idan Vered            | Beitar Jerozolima    |
| 10     | Gidi Kanyuk           | Maccabi Petach Tikwa |
| 10     | Eli Elbaz             | Hapoel Kefar Sawa    |
| 9      | Maharan Lala          | Maccabi Hajfa        |
| 9      | Guy Melamed           | Maccabi Petach Tikwa |

Źródło: 

## Stadiony
| FC Aszdod         |
| Stadion Jedenastu |
| 7 800             |
|                   |

| Beitar Jerozolima |
| Stadion Teddy     |
| 31 733            |
|                   |

| Hapoel Aszkelon |
| Sala Stadium    |
| 5 250           |
|                 |

| Bene Sachnin |
| Stadion Doha |
| 8 500        |
|              |

| Hapoel Beer Szewa |
| Turner Stadium    |
| 16 126            |
|                   |

| Hapoel Hajfa Maccabi Hajfa |
| Stadion Samiego Ofera      |
| 30 942                     |
|                            |

| Hapoel Kefar Sawa |
| Levita Stadium    |
| 5 800             |
|                   |

| Maccabi Petach Tikwa Bene Jehuda Hapoel Tel Awiw |
| Stadion Miejski                                  |
| 11 500                                           |
|                                                  |

| Hapoel Ra’ananna Maccabi Tel Awiw |
| Stadion Netanja                   |
| 13 610                            |
|                                   |

| Ironi Kirjat Szemona |
| Stadion Miejski      |
| 5 300                |
|                      |